# يوهانس فويجتمان
يوهانس فويجتمان (مواليد 30 سبتمبر 1992) هو لاعب كرة سلة ألماني يلعب في نادي سسكا موسكو ومنتخب ألمانيا.